# نافيون
نافيون هو اسم تجاري لبوليمير فلوري مشترك على أساس من رباعي فلورو الإيثيلين (TFE) وسلسلة كربونية فلورية مسلفنة. اكتشف البوليمير في ستينات القرن العشرين من قبل شركة دو بونت. يعد النافيون من أوائل الأيونوميرات البوليميرات الأيونية المصطنعة. تعود الخواص الأيونية المميزة للنافيون إلى وجود مجموعات من فلورو فاينيل الإيثر المنتهية بمجموعات من السلفونات على هيكل من متعدد رباعي فلورو الإيثيلين (التيفلون).
حاز النافيون على الاهتمام بسبب استخدامه في خلايا الوقود ذات غشاء التبادل البروتوني، وذلك نتيجة للثباتية الحرارية والميكانيكية المرتفعة.

## التحضير
يحضر النافيون من البلمرة المشتركة بين رباعي فلورو الإيثيلين (TFE) و مشتق فلوري من ألكيل فاينيل الإيثر مع فلوريد حمض السلفونيل. يحضّر المركب الأخير من التحلل الحراري للأكسيد أو الحمض الكربوكسيلي الموافق ليعطي البنية الأوليفينية المطلوبة.